# Liste der geschützten Landschaftsteile in Vorarlberg
Diese Liste der geschützten Landschaftsteile in Vorarlberg enthält die neun geschützten Landschaftsteile, die auf Grund des Vorarlberger Naturschutzrechts ausgewiesen sind. Es handelt sich um Schutzobjekte unter wenig strengem Landschaftsschutz.

## Liste der geschützten Landschaftsteile
| Foto |                 | Name                        | ID   | Bezirk    | Standort                | Beschreibung | Fläche    | Datum      |
| ---- | --------------- | --------------------------- | ---- | --------- | ----------------------- | ------------ | --------- | ---------- |
| 1    | Datei hochladen | Rellstal und Lünerseegebiet | 8044 | Bludenz   | Brand, Vandans Standort | [ 1 ]        | 36 km²    | 14.12.1966 |
| 1    | Datei hochladen | Haslach-Breitenberg         | 8046 | Dornbirn  | Dornbirn Standort       | [ 2 ]        | 128,92 ha | 31.01.1975 |
| 1    | Datei hochladen | Drei Schwestern             | 8043 | Feldkirch | Frastanz Standort       | [ 3 ]        | 498,4 ha  | 29.06.1976 |
| 0 BW | Datei hochladen | Schurreloch                 | 8040 | Bregenz   | Hittisau Standort       | [ 4 ]        | 3,52 ha   | 20.07.1978 |
| 0 BW | Datei hochladen | Klien                       | 8041 | Dornbirn  | Hohenems Standort       | [ 5 ]        | 36,06 ha  | 03.12.1980 |
| 1    | Datei hochladen | Lehrbiotop Alte Rüttenen    | 8042 | Feldkirch | Feldkirch Standort      | [ 6 ]        | 0,62 ha   | 12.07.1984 |
| 0 BW | Datei hochladen | Montiola                    | 8077 | Bludenz   | Thüringen Standort      | [ 7 ]        | 156,99 ha | 23.04.1992 |
| 1    | Datei hochladen | Maihof                      | 8039 | Bregenz   | Hörbranz Standort       | [ 8 ]        | 0,37 ha   | 12.11.1992 |
| 1    | Datei hochladen | Erawäldele                  | 8045 | Bregenz   | Bregenz Standort        | [ 9 ]        | 2,3 ha    | 06.02.1996 |

## Ehemalige geschützte Landschaftsteile
| Foto |                 | Name             | ID | Bezirk    | Standort                 | Beschreibung                                                                       | Fläche | Datum      |
| ---- | --------------- | ---------------- | -- | --------- | ------------------------ | ---------------------------------------------------------------------------------- | ------ | ---------- |
| 1    | Datei hochladen | Lauteracher Ried |    | Bregenz   | Lauterach, Hard Standort | Wurde 1997 mit abweichenden Grenzen in ein Landschaftsschutzgebiet umgewandelt.    |        | 11.07.1966 |
| 0 BW | Datei hochladen | Laterns – Furka  |    | Feldkirch | Laterns Standort         | Ist 1979 im Naturschutzgebiet Hohe Kugel – Hoher Freschen – Mellental aufgegangen. |        | 19.04.1968 |